# Medienhandelsrecht
Medienhandelsrecht fasst die vertraglichen Rechtsbeziehungen von Medienunternehmen untereinander und mit Dritten in den Bereichen Medienproduktion, Medienvertrieb und Medienfinanzierung zusammen. Es ist keine scharf abgrenzbare Rechtsmaterie. Fragen des Urheberrechts und des gewerblichen Rechtsschutzes spielen ebenfalls mit hinein.

## Medienproduktion
Medienproduktion verlangt ein oftmals kompliziertes Zusammenspiel verschiedener Berufsgruppen, deren Leistungen das Endprodukt erst ermöglichen. Dies reicht von der ursprünglichen Idee über deren künstlerische Umsetzung mithilfe von Technikern bis zur Herstellung eines marktfähigen Produktes, wobei alle Beteiligten koordiniert, finanziert und ggf. am Erfolg beteiligt werden müssen. Dies geschieht in der Regel auf der Basis vertraglicher Vereinbarungen.
Je nach Medium und Art des Produktes ist die Zahl der Beteiligten und damit die Komplexität der benötigten Vertragswerke sehr unterschiedlich.

### Presseerzeugnisse, Bücher
Für die Produktion eines Buches schließt der Autor als Inhaber des Urheberrechts einen Verlagsvertrag mit dem Verleger. Der Verlagsvertrag richtet sich nach dem Verlagsgesetz (siehe Verlagsrecht).
Der Verleger kümmert sich sodann um die Herstellung des Buches. Dazu sind Werk- und Dienstverträge mit Lektoren, Graphikern, der Druckerei etc. erforderlich.

### Film
Zwischen Produzent, Finanziers und Versicherern wird ein zunächst ein übergreifender Vertrag geschlossen, um die Verteilung der Erlöse und die Reihenfolge von Sicherheiten festzulegen (interparty agreement).
Der Produzent wird in der Regel zunächst die Verfilmungsrechte (§ 88 UrhG) an dem zu verfilmenden Stoff erwerben. Dann wird ein (Werk-)Vertrag über die Erstellung des Drehbuchs mit dem Drehbuchautor geschlossen. Vor dem eigentlichen Filmdrehbuchvertrag wird aber häufig auch ein sogenannter Produzentenvorvertrag geschlossen (in der Regel in der Form eines Kooperationsvertrages), damit die Drehbuchautoren für die Zwischenzeit nicht rechtlos gestellt werden und als Garantie, dass der Produzent nicht einfach abspringt, wenn er die Verfilmungs- und Persönlichkeitsrechte erworben hat. Dieser Vertrag richtet sich mangels vertraglicher Detailregelungen im Zweifel nach den allgemeinen gesetzlichen Bestimmungen des normalen Vertragsrechts.
Der Filmdrehbuchvertrag enthält meist schon alle wichtigen Punkte zu Herstellung und Verwertung des Films.
Vor den Dreharbeiten müssen nun Regisseur, Kameramann, Schauspieler, weitere Techniker, Ausstatter, Architekten, Komponist vertraglich verpflichtet, Drehgenehmigungen für Schauplätze eingeholt und Studioräume, Requisiten etc. angemietet werden.
Parallel wird ein Finanzierungsvertrag zwischen Produzent und weiteren Finanziers geschlossen. Die bereits vom Produzenten erworbenen Rechte und Forderungen werden zur Sicherheit an die Finanziers abgetreten (Sicherungszession).
Der gesamte Vorgang von Dreharbeiten und Post-Production wird zudem über  Ausfallversicherungen (Completion Bond) abgesichert, die den Finanziers gegenüber einen Herstellungsausfall absichern.
Nach der Fertigstellung des Filmwerks wird dieses, sowie die daran bestehenden Rechte (§§ 89, 94 UrhG) ebenfalls an die Finanziers sicherungsübereignet, bzw. -zediert.
Anschließend folgt die Verwertung in Kino, Videothek und Fernsehen. Auch hier wird der Ausfall der Verwertungserlöse wiederum gegenüber den Finanziers abgesichert.

## Tonträger
Siehe Tonträgervertriebsvertrag